# Roberta Vinci
Roberta Vinci, född 18 februari 1983 i Taranto, är en italiensk professionell högerhänt tennisspelare.
I semifinalen i US Open 2015 slog hon Serena Williams med 2–1 i set. I finalen mötte hon Flavia Pennetta och förlorade med 2–0.